# متزانینو
متزانینو (به ایتالیایی: Mezzanino) یک کومونه در ایتالیا است که در استان پاویا واقع شده‌است. متزانینو ۱۳٫۹ کیلومتر مربع مساحت و ۱٬۴۳۵ نفر جمعیت دارد و ۶۲ متر بالاتر از سطح دریا واقع شده‌است.